# Eupithecia korbi
Eupithecia korbi là một loài bướm đêm trong họ Geometridae.